# Trémuson
Trémuson (bretonisch: Tremuzon) ist eine französische Gemeinde mit 2.238 Einwohnern (Stand: 1. Januar 2022) im Département Côtes-d’Armor in der Region Bretagne. Sie gehört administrativ zum Arrondissement Saint-Brieuc.

## Geographie
Umgeben wird Trémuson von der Commune déléguée Tréméloir im Norden und von den Gemeinden von Plérin im Osten, La Méaugon im Süden und Plerneuf im Südwesten.

## Bevölkerungsentwicklung

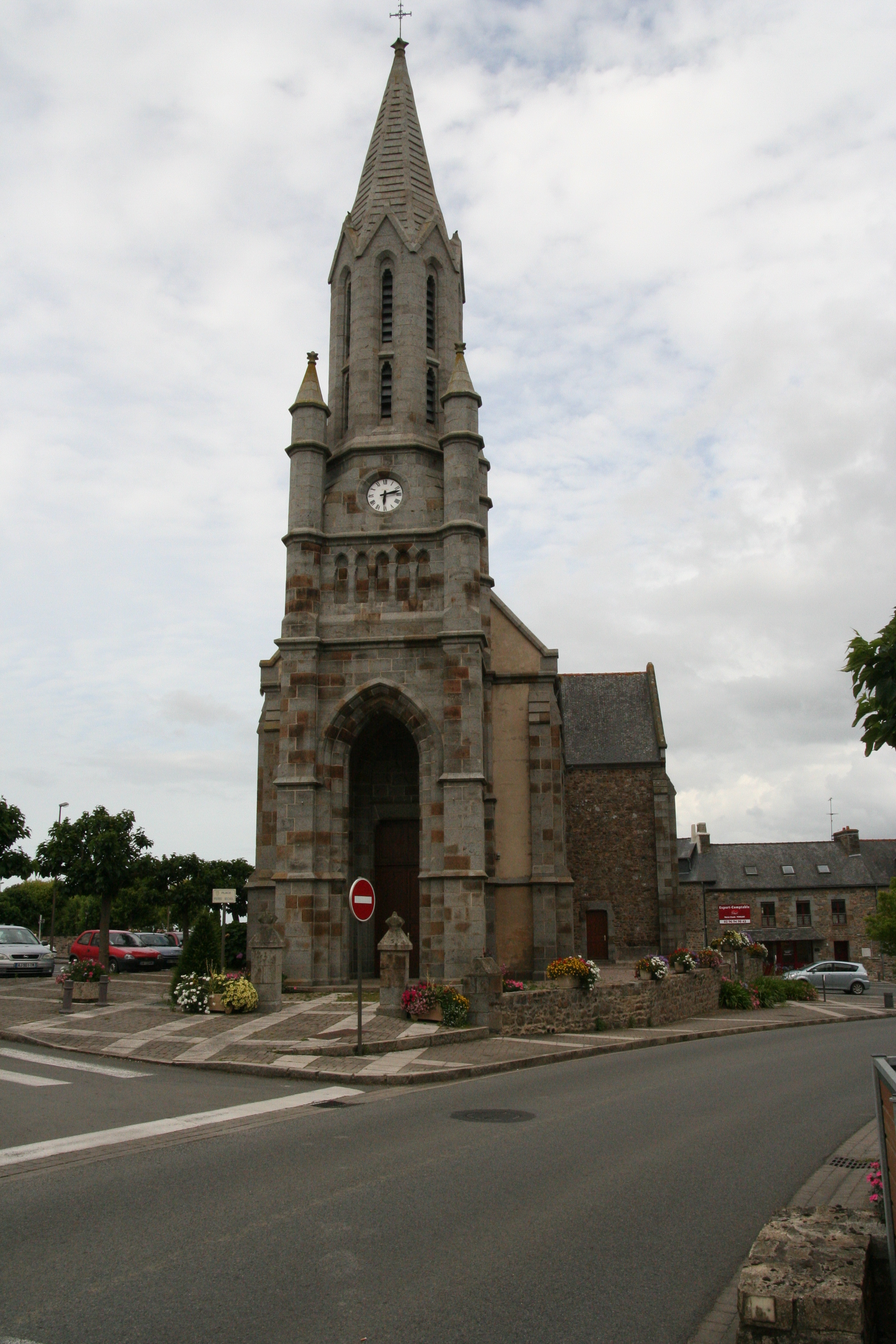
Kirche Notre-Dame

| 1962 | 1968 | 1975 | 1982 | 1990 | 1999 | 2008 | 2016 |
| 880  | 778  | 1013 | 1168 | 1482 | 1684 | 1843 | 2051 |